# Robert E. Sherwood
Robert Emmet Sherwood, född 4 april 1896 i New Rochelle, New York, död 14 november 1955 i New York, var en amerikansk författare, främst berömd som dramatiker.
Många av hans pjäser har filmatiserats, som Den förstenade skogen (The Petrified Forest) och Dimmornas bro (Waterloo Bridge).

## Verk översatt till svenska
Roosevelts förtrogne, 1951 (Roosevelt and Hopkins)
Dimmornas bro, 1968, 1971, 1977 (Waterloo Bridge) (översättning Mac Sterner), där författarens namn felaktigt stavats Robert J. Sherwood